# Marion Rey
Marion Rey (* 21. März 1999 in Saint-Louis) ist eine ehemalige französisch-schweizerische Fussballspielerin. Sie spielte zuletzt für den FC Basel und die Schweizer Nationalmannschaft.

## Karriere

### Verein
Rey spielte in ihrer Jugend für den FC Vendenheim im Elsass. 2016 wechselte sie zum FC Basel, wo sie zunächst bei den U-19-Juniorinnen spielte. Am 3. Dezember 2017 wurde sie erstmals in der Women’s Super League eingesetzt, als sie im Spiel gegen den FC Lugano in der 84. Minute eingewechselt wurde. Fortan kam sie regelmässig zum Einsatz. Ab der Saison 2018/19 gehörte sie der Stammformation an. Nach insgesamt sechs Jahren beim FC Basel wechselte sie im Sommer 2022 zum amtierenden Schweizer Meister FC Zürich Frauen. Mit diesem Team gewann sie in der Saison 2022/23 den Schweizer Meistertitel und qualifizierte sich für die Women’s Champions League. Im Sommer 2024 wechselte sie zurück zum FC Basel. Sie erreichte mit dem Verein den Playoff-Halbfinal. Im April 2025 gab sie bekannt, ihre Karriere am Ende der Saison beenden zu wollen.

### Nationalmannschaft
Rey lief zunächst für die französischen Jugendmannschaften auf. Mit der französischen U-20 bestritt sie 2018 die U-20-Weltmeisterschaft. Frankreich stiess bis in den Halbfinal vor. Rey kam jedoch nur in einem Gruppenspiel für eine Viertelstunde zum Einsatz. Nach dem Turnier entschied sie sich, zukünftig für die Schweizer Nationalmannschaft zu spielen. Am 6. September 2022 wurde sie beim WM-Qualifikationsspiel gegen Moldawien von Nationaltrainer Nils Nielsen erstmals eingesetzt. Sie wurde in der 65. Minute eingewechselt. Sie nahm an der Weltmeisterschaft 2023 teil und kam im zweiten Gruppenspiel zu einem kurzen Teileinsatz. Die Schweiz schied im Achtelfinal aus.

## Erfolge
- Schweizer Meister mit dem FC Zürich Frauen: 2023

## Persönliches
Rey ist Doppelbürgerin. Ihr Vater ist Franzose, ihre Mutter Schweizerin. Sie besuchte von 2014 bis 2017 das Gymnasium Jean-Monnet in Strassburg und erwarb das Baccalauréat mit naturwissenschaftlichem Profil. Von 2019 bis 2022 studierte sie an der HES in Muttenz Bauingenieurwesen im Bachelor. Neben ihrer Tätigkeit als Fussballerin arbeitet sie seit Herbst 2022 in einem Bauingenieurbüro.